# Урбель-дель-Кастильйо
Урбель-дель-Кастильйо (ісп. Úrbel del Castillo) — муніципалітет в Іспанії, у складі автономної спільноти Кастилія-і-Леон, у провінції Бургос. Населення — 100 осіб (2010).
Муніципалітет розташований на відстані близько 250 км на північ від Мадрида, 32 км на північний захід від Бургоса.
На території муніципалітету розташовані такі населені пункти: (дані про населення за 2010 рік)
- Ла-Нуес-де-Арріба: 34 особи
- Кінтана-дель-Піно: 11 осіб
- Урбель-дель-Кастильйо: 55 осіб

## Демографія
Динаміка населення (INE ):